# Finkei József
Finkei József, Finkey (Szendrőlád, 1824. január 7. – Sárospatak, 1872. december 20.) gimnáziumi tanár, tankönyvíró, műfordító.

## Élete
Atyja Finkei Ábrahám akkor lévita (később 1826–1849-ig hegymegi lelkész) volt; 1832–1833-ban a szikszói gymnasiumba, innét másfél év múlva Sárospatakra ment Finkei Pál bátyjával együtt: itt végezte a teológiát; 1848-ban esküdt diák lett és a IV. gimnáziumi osztályt bízták reá. 1848–1849-ben az V. osztály helyettes tanára volt; 1849–1850-ben rendes tanárnak alkalmazták a III. osztályban 1863-ig, amikor a gimnázium V. osztályának vezértanárává nevezték ki és főképp latin és görög nyelvet tanított. Kolerában hunyt el.

## Munkái
- Görög nyelvtan. Krüger K. W. és mások után. Sárospatak, 1853. (Soltész Ferenccel és Somosi Istvánnal és teljesen átdolgozott kiadás 1861. és 1870. Sárospatak.)
- Latin nyelvtan. Alsó és közép gymn. osztályok használatára dr. Putsche Károly Edward után. Sárospatak, 1857. (2. kiadás 1858. 3. k. 1863. 4. k. 1866. 5. k. 1874. 6. k. 1883. 7. k. 1886. Sárospatak.)
- Sophokles szinművei. Ford. Sárospatak, 1858–59. 1866. (Ajas, Philoktetes, Trachisi hölgyek, Electra, Ojdipus király.) Négy rész.
- Magyarok története, algymnasium számára. Sárospatak, 1863. (2. kiadás Sárospatak, 1866.)
- Cornelii Nepotis vitae excellentissim. imperatorum cum notis. Sárospatak, 1863. (2. kiadás 1868., 3. k. 1871., 4. k. 1885. Sárospatak. Ezt Kérészi István társával adta ki.)
- Phaedri fabulae aesopiae. Sárospatak, 1863. (2. kiadás 1871., 3. ki. 1886. Sárospatak.)

Munkatársa volt a Zsarnay Lajos és Soltész Ferenc szerkesztése alatt 1857-ben megjelent első görög-magyar szótárnak.
Levele Szinyei Gerzsonhoz, Levárt, aug. 26. 1866. a Figyelőben (II. 1876. 316. l.)
Kéziratban: Lucanus Pharsaliája, mellyel az akadémiánál pályázott, de Baksay nyerte el a jutalmat; Sophokles többi szinművei.
Reggeli és estveli ima (Sárospataki Füzetek. VII. 1864.)